# Arthur Fadden
Sir Arthur William Fadden (Ingham (Queensland), 13 april 1894 – Brisbane (Queensland), 21 april 1973) was een Australisch politicus. Hij was de 13e premier van Australië

## Levensloop
Fadden groeide op als de zoon van een politieagent. Hij studeerde accountancy en werkte tegelijkertijd als secretaris. In de jaren twintig richtte hij een eigen accountantskantoor op. Vanaf het ontstaan van de Country Party was hij actief binnen die partij. In 1932 werd hij gekozen in het parlement van de staat Queensland. Vier jaar later in 1936 maakte hij de overstap naar het federale parlement. Daar maakte hij al snel indruk met zijn effectieve debatstijl. Hij volgde in 1940 Archie Cameron in 1940 op na diens aftreden als partijleider. Fadden was de compromiskandidaat na een botsing tussen Earle Page en John McEwen. Als partijleider nam hij ook zitting in de regerinh van premier Robert Menzies als minister van Bevoorrading en Ontwikkeling en daarna als minister van de Luchtmacht en weer later minister van Financiën.
Premier Menzies gaf leiding aan Australië toen de Tweede Wereldoorlog in 1939 uitbrak. Hij kreeg veel kritiek omdat hij ten tijde van de Eerste Wereldoorlog nooit in dienst was geweest.  Na een lang bezoek aan Groot-Brittannië in 1941 om de oorlogsstrategie door te nemen bleek dat hij op onvoldoende steun kon rekenen. Daarom trad Menzies af. Zijn partij, de United Australia Party (UAP) schoof eerst oud-premier Billy Hughes naar voren als Menzies' opvolger. Deze was 78 jaar en daarom werd zijn kandidatuur niet aanvaard. Uit een gezamenlijke bijeenkomst van de UAP met de Country Party, haar coalitiepartner, kwam Fadden naar voren als nieuwe premier. Zijn regering hield het maar kort uit. Na amper veertig dagen stemden twee onafhankelijke parlementsleden, die de regering tot dan toe hadden gesteund, tegen de begroting van Faddens' regering. Daarmee had deze geen meerderheid en Fadden diende zijn ontslag in. Hij werd opgevolgd door Labor-leider John Curtin die wel kon rekenen op de steun van de twee onafhankelijke parlementsleden.
Menzies won de parlementsverkiezingen van 1949 en keerde met steun van Faddens’ partij als premier. Fadden zelf keerde terug in het kabinet als minister van Financiën. Hij ging in 1958 met pensioen en woonde de rest van zijn leven in Brisbane.
- Australian Dictionary of Biography: fadden-sir-arthur-william-10141
- Gemeinsame Normdatei: 1073665283
- International Standard Name Identifier: 0000 0000 6405 8931
- Library of Congress Control Number: n2008076724
- Nationale bibliotheek van Australië: 35637486
- Trove: 548440
- Virtual International Authority File: 75794869
- WorldCat: E39PBJjCPc3BCRfbDyxJH6Trbd